# 루봄보구

루봄보 구

루봄보구(영어: Lubombo Region)는 에스와티니 동부에 위치한 구로 행정 중심지는 시테키이며 면적은 5,947km2, 인구는 207,731명(2007년 기준)이다. 북쪽으로는 호호 구, 서쪽으로는 만지니 구, 남쪽으로는 시셀웨니 구와 접하며 11개 군을 관할한다.